# Sarcopteryx montana
Sarcopteryx montana är en kinesträdsväxtart som beskrevs av Sally T. Reynolds. Sarcopteryx montana ingår i släktet Sarcopteryx och familjen kinesträdsväxter. Inga underarter finns listade i Catalogue of Life.